# De aquí a la eternidad
De aquí a la eternidad (título original: From Here to Eternity) es una película estadounidense de 1953 dirigida por Fred Zinnemann, basada en la novela homónima de 1951 escrita por James Jones. 
Los actores principales son Burt Lancaster, Montgomery Clift, Deborah Kerr, Donna Reed y Frank Sinatra. La película participó en la selección oficial del Festival de Cannes de 1954.
En 2002, fue considerada «cultural, histórica y estéticamente significativa» por la Biblioteca del Congreso de Estados Unidos y seleccionada para su conservación en el National Film Registry.

## Sinopsis
El soldado Prewitt (Montgomery Clift) es trasladado en 1941 a Hawái. Su nuevo capitán (Philip Ober) sabe que es un buen boxeador (peso mediano) y quiere que luche representando a la compañía. Sin embargo, Prewitt ha dejado el boxeo y se niega a participar porque en un entrenamiento golpeó a su compañero con tan mala suerte que lo dejó ciego. El capitán da orden a sus subordinados  que le hagan la vida imposible, con la idea de que cambie de parecer. Entretanto, el sargento Warden (Burt Lancaster) comienza a verse con la esposa del capitán, Karen (Deborah Kerr), dispuesta a entablar una relación con otro hombre debido a los problemas en su matrimonio. Durante esta relación se da la famosa escena del baño de Karen y Warden en la playa.
Maggio (Frank Sinatra), el amigo de Prewitt, tiene un enfrentamiento con el sargento James R. «Fatso» Judson (Ernest Borgnine) -un cruel carcelero que le promete vengarse si lo encierran-. Un día abandona su puesto de guardia, le juzgan y le imponen una pena de cárcel durante seis meses. Allí es tratado con saña por el sargento Judson pero escapa y muere. Prewitt reta al vengativo guardián en una lucha a muerte con arma blanca en una callejuela, donde lo mata, aunque él también resulta herido de cierta gravedad. Mientras, Prewitt se había enamorado de una empleada del club, Alma (Donna Reed), que lo esconde y cuida. Sin que nadie sospeche nada, se da el ataque de los japoneses a Pearl Harbor. Durante él y debido a las medidas de seguridad impuestas, Prewitt, que desea incorporarse a su unidad a pesar de estar herido, no se detiene cuando se lo ordena un soldado y éste lo mata. Acaba la película con Karen y Alma en el barco que se dirige a la parte continental de los EE. UU.

## Reparto
- Burt Lancaster como el primer sargento Milton Warden
- Montgomery Clift como el soldado Robert E. Lee "Prew" Prewitt
- Deborah Kerr como Karen Holmes
- Donna Reed como Alma Burke / Lorene
- Frank Sinatra como el soldado Angelo Maggio
- Philip Ober como el capitán Dana "Dynamite" Holmes
- Mickey Shaughnessy como el sargento Leva
- Harry Bellaver como Class Mazzioli
- Ernest Borgnine como el sargento James R. "Fatso" Judson
- Jack Warden como Corporal Buckley
- John Dennis como el sargento Ike Galovitch
- Merle Travis como Sal Anderson
- Tim Ryan como el sargento Pete Karelsen
- Arthur Keegan como Treadwell
- Barbara Morrison como Mrs. Kipfer

## Rodaje
Deborah Kerr y Burt Lancaster protagonizaron una famosa e histórica escena en la playa de Halona Cove en Oahu (Islas Hawái), en la que se besaban apasionadamente y que sirvió de cartel para la película. En su rodaje participaron más de 100 personas y duró tres días.

## Premios
La película ganó ocho premios Óscar: a la mejor película, al mejor director, al mejor actor de reparto (Frank Sinatra), a la mejor actriz de reparto (Donna Reed), al mejor guion, a la mejor fotografía, al mejor montaje y al mejor sonido, y fue nominada a otros cinco: al mejor actor principal (Burt Lancaster y Montgomery Clift), a la mejor actriz principal (Deborah Kerr), a la mejor banda sonora y al mejor vestuario.